# Тајгер (Џорџија)
Тајгер (Џорџија) (енгл. Tiger) град је у америчкој савезној држави Џорџија. По попису становништва из 2010. у њему је живело 408 становника.

## Демографија
Према попису становништва из 2010. у граду је живело 408 становника, што је 92 (29,1%) становника више него 2000. године.
| Група             | 2000.       | 2010.       |
| Белци             | 304 (96,2%) | 386 (94,6%) |
| Афроамериканци    | 6 (1,9%)    | 0 (0,0%)    |
| Азијати           | 0 (0,0%)    | 0 (0,0%)    |
| Хиспаноамериканци | 6 (1,9%)    | 16 (3,9%)   |
| Укупно            | 316         | 408         |